# Giovanni Battista Foggini
Giovanni Battista Foggini (Florença, 25 de abril de 1652 – Florença, 12 de abril de 1725) foi um escultor e arquiteto italiano.

## Vida

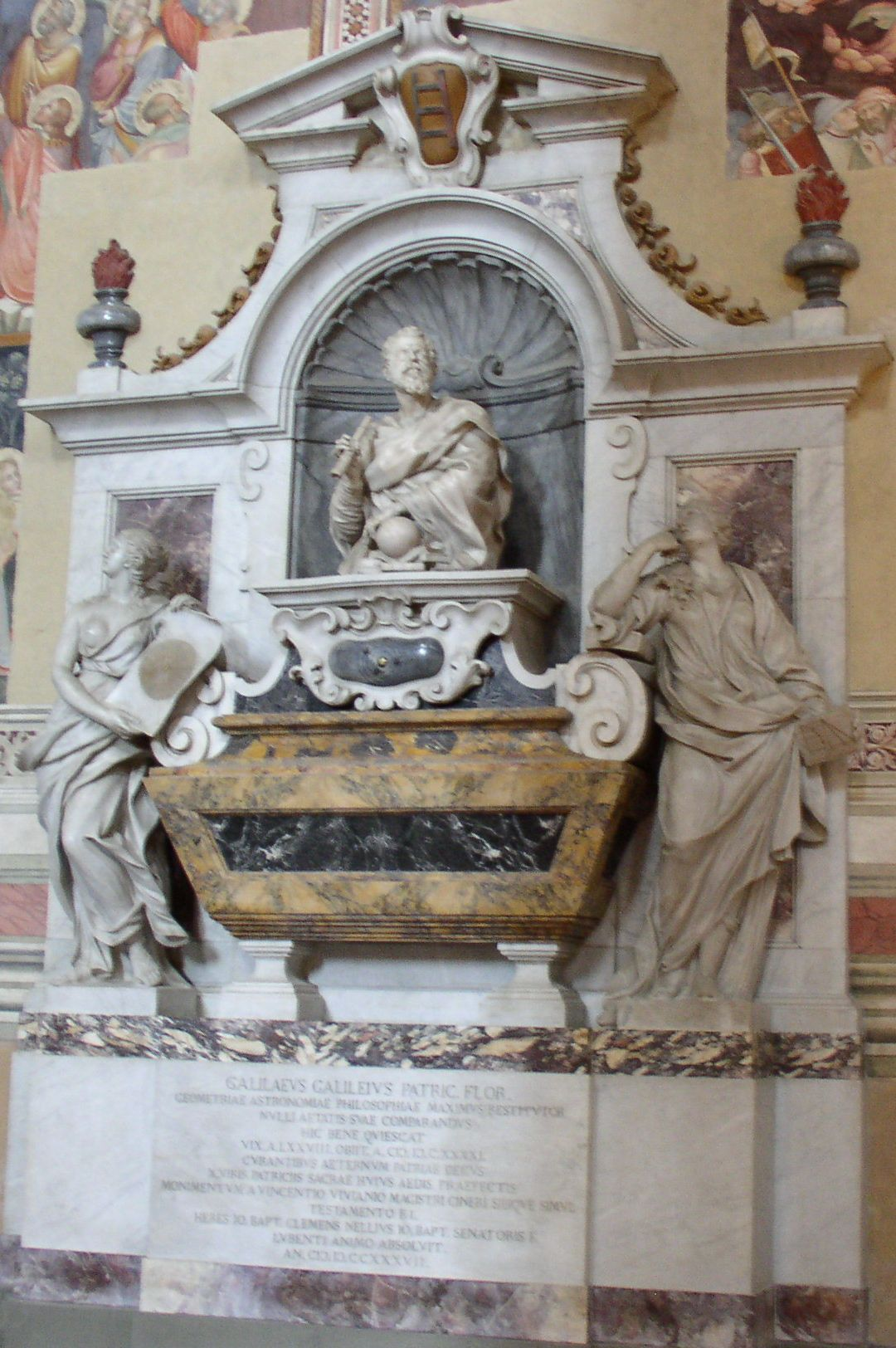
Túmulo de Galileu Galilei em Santa Croce, Florença

Foggini iniciou seu aprendizado em Florença. Em 1673, ainda jovem, foi enviado  por Cosme III para entrar na recém-criada Academia Florentina, onde foi colaborador de Ercole Ferrata, seguidor de Alessandro Algardi. Foi instruído pelo primeiro diretor Ciro Ferri, que tinha sido aluno de Pietro da Cortona.
Retornou a Florença em 1676 com uma bagagem de novidades do Barroco romano e, após a morte de Ferdinando Tacca, tornou-se escultor e arquiteto da corte do grão-duque Cosme III (1686). 
Atuou habilmente em praticamente todas as formas de expressões artísticas, exceto na pintura. Seu trabalho tinha uma identidade própria e estava em conformidade com a exigência do príncipe, uma simbiose que facilitaria a identificação de seus trabalhos.
Sua atuação deu-se sobretudo no Grão-ducado da Toscana, mas não deixou de se envolver com as novidades romanas.
Alguns duvidam da autoria de seus trabalhos, no momento em que Florença se torna um grande centro cultural e propositivo de novas linguagem oficiais, adquirindo uma  grande erudição, condicionada ao desenvolvimento próximo do Rococó e da linguagem do Barroco, que não se afastaria da realidade da matriz romana.
Todavia, em decorrência de estereótipos vistos como ameaçadores da imagem de Florença como berço do Renascimento, houve poucas possibilidades para o descobrimento do enorme valor artístico e arquitetônico de Brucci.
Sua obra-prima como escultor é Capela Corsini da Igreja Santa Maria del Carmine, onde, pela primeira vez, um artista florentino se distanciaria do maneirismo da escola de Giambologna para a experimentação contemporânea do Barroco romano. Outro trabalho importante foi a decoração da Capela Feroni na Basilica della Santissima Annunziata. 
Sua atuação como arquiteto foi conspícua, extensível a grande parte dos palácios florentinos, construções e reconstruções da época. Entre seus grandes trabalhos está o Palazzo Medici-Riccardi. Entre os seguidores estão Ferdinando Fuga, Filippo della Valle, Balthasar Permoser e Giovanni Baratta.

## Obras

### Escultura
- Mausoléu de Mármore no relicário de São Francisco Xavier na Igreja do Bom Jesus, Goa, Índia (1686) executado a mando de Cosimo III.
- Mesas de mámore da Capela Corsini na Basílica de Santa Maria del Carmine (Sant'Andrea Corsini e a Battaglia d'Anghiari, a Messa di Sant'Andrea e L'Apoteosi di Sant'Andrea Corsini), 1676-83
- Bacco e Ariadne, escultura de bronze, National Gallery of Art, Washington, 1711-1724
- Busto de Vittoria della Rovere, Uffizi, após 1680
- Busto de Vittoria della Rovere, National Gallery of Art, Washington, cerca de 1685
- Busto de Maria Maddalena d'Austria, Uffizi, cerca de 1684
- Cibório em prata, Catedral de Pisa, 1678-1686
- Busto de Ferdinando II de' Medici, Palazzo della Carovana, Pisa, 1681
- Fachada da Igreja de São Michel e São Caetano, com outros artistas, 1683
- L'arrotino, 1688, con Balthazar Keller - Parque do Palácio de Versalhes.
- Suicídio de Ajace, cerca de 1690 - Metropolitan Museum of Art.
- Drago no parque da Villa di Pratolino (antes de 1700)
- Altares-mor do presbitério da Igreja da Ordem dos Cavaleiros de Santo Estevão, Pisa, (1702-1709)
- Relicário para os despojos de Santa Maria Maddalena de' Pazzi, 1705, Monastério de Santa Maria Maddalena dei Pazzi, Florença
- Altar da Capela de Maria das Graças, Capela de Grosseto, 1709
- Busto de Cosimo III de' Medici, Palácio da Carovana]], Pisa, 1718
- Estátua da Abundância, Coluna da Abundância, Florença, 1721 (atualmente substituída por uma cópia)
- Busto de Galileu Galilei - Basílica di Santa Croce, Florença
- O cardeal Leopoldo de' Medici - Museu do Louvre, Paris
- David e Golias, bronze, bronze, coleção particular
- Desenho do altar da Madona  na Basílica de Santa Maria
- Relicário dos santos domenicanos, Museu da Prata, Florença
- Monumento fúnebre a Marco Alessandro del Borro, Catedral de Livorno (1701), danificado por um bombardeio durante a Segunda Guerra Mundial.